# Жовтецеві (підродина)
Жовтецеві (Ranunculoideae) — підродина квіткових рослин родини жовтецеві (Ranunculaceae). Це найбільша підродина у родині, до якої належать 22 роди, переважно наземних або прибережноводних чи болотних рослин. У флорі України є представники приблизно (залежно від систематики) 18 родів цієї підродини — тоя (Aconitum), чернець (Actaea), горицвіт (Adonis), Anemonastrum, рутовик (Callianthemum), калюжниця (Caltha), реп'яшок (Ceratocephala), ломиніс (Clematis), цар-зілля (Delphinium), пшінка (Ficaria), чорнушник (Garidella), чемерник (Helleborus), підліски (Hepatica), мишачий хвіст (Myosurus), чорнушка (Nigella), сон (Pulsatilla), жовтець (Ranunculus), вовча лапа (Trollius).

## Класифікація
- Триба: Actaeeae
  - Роди: Actaea — Anemonopsis — Beesia — Eranthis
- Триба: Adonideae
  - Роди: Горицвіт (Adonis) — Callianthemum — Megaleranthis — Купальниця (Trollius)
- Триба: Anemoneae
  - Роди: Анемона (Anemone) — Archiclematis — Barneoudia — Ломиніс (Clematis) — Metanemone — Naravelia — Oreithales — Сон (Pulsatilla)
- Триба: Caltheae
  - Роди: Calathodes — Калюжниця (Caltha)
- Триба: Delphinieae
  - Роди: Аконіт (Aconitum) — Сокирки (Consolida) — Дельфіній (Delphinium)
- Триба: Helleboreae
  - Роди: Helleborus
- Триба: Nigelleae
  - Роди:Garidella — Komaroffia — Чорнушка (Nigella)
- Триба: Ranunculeae
  - Роди: Aphanostemma — Arcteranthis — Callianthemoides — Реп'яшок (Ceratocephala) — Hamadryas — Krapfia — Kumlienia — Laccopetalum — Мишачий хвіст (Myosurus) — Paroxygraphis — Peltocalathos — Жовтець (Ranunculus) — Trautvetteria